# 利茲尼夫卡河
利茲尼夫卡河（烏克蘭語：Лизнівка），是烏克蘭的河流，位於該國西部，屬於斯米爾卡河的支流，發源自切爾沃尼茨維特西南面，流經赫梅利尼茨基州和日托米爾州，河道全長18公里。